# 机械增压器
机械增压器又称超级增压器（supercharger），是一种用于内燃机的强制进气装置。
与渦輪增壓器相比，最大的区别就在于空气压缩机的驱动方式，渦輪增壓器利用引擎废气推动之，而机械增压器则利用发动机曲轴产生的扭矩。但是，机械增压器的设计初衷与涡轮增压器大体相同，都是透过空气压缩机为引擎吸入更多空气，辅以加大燃油的供给量，提高引擎的输出功率。
常见的机械增压器有离心式机械增压器、双螺旋式机械增压器（又称“罗茨式增压器”或“罗茨风机”）和“鲁式”机械增压器（Roots）。
由于早期的内燃机用增压器全部都是机械增压，在发明之初称为超级增压器（Supercharge）。后来涡轮增压发明，为了便于区分，涡轮增压器被称为“Turbo Supercharger”（涡轮式机械增压器），机械增压则被称为“Mechanical Supercharger”。久而久之，两者就分别被简化为Turbocharger与Supercharger了

## 技术原理
机械增压器由增压器本体（空气压缩机）、输入轴变速机构（如齿轮变速器、液态变速器等，“鲁式”增压器没有此装置）、传动机构（如皮带轮+皮带或链条轮+链条）等结构组成，如果需要还会安装中央冷却器来冷却压缩空气。
运转时，发动机曲轴通过链条或皮带驱动增压器本体中鼓入空气，经压缩的空气冷却后进入引擎的燃烧室中，与燃料混合，并压缩点火做功。由于压缩机的动力来自于发动机曲轴，引擎的功率会有一定的损耗，但也因此，装备机械增压器的发动机不存在涡轮增压发动机常有的涡轮迟滞现象。除此之外由于增压器转子的转速升降程度与曲轴的是同步的，因此泄压阀也成了非必需品。输入轴变速机构，以齿轮变速器为例，变速器由皮带轮/链条轮、主动齿轮、压缩机齿轮及壳体组成，一般会与增压器本体一体化。传动用的传动带/传动链缠绕在皮带轮/链条轮上，皮带轮/链条轮连接在一个主动齿轮上。而主动齿轮则会旋转压缩机齿轮。压缩机的转子可以有多种设计，但它的任务是吸入空气，将空气压入更小的空间，并注入进气岐管中。如果增压器的增压值较高、仅依靠进气管仍不足以带走压缩空气的热量的，还需要在进气道安装中央冷却器以冷却压缩空气。一般来说，机械增压器平均可提高46%的马力和31%的扭矩，但一些技术力量较强的厂商能使之提高50%-100%的马力及扭矩。
机械增压器有三种：鲁式（Roots）、双螺旋式和离心式。它们的主要区别在于压缩机的设计不同。鲁式和双螺旋式机械增压器使用不同类型的啮合凸缘来吸取空气，而离心式机械增压器使用叶轮吸入空气，有些类似于涡轮增压器。尽管这三种设计都能产生增压效果，但在效率上却有很大差别。

### 鲁式机械增压器
鲁式机械增压器最早的设计。在1860年由Philander和Francis Roots发明并申请了设计专利，目的是帮助矿井通道通风的机器，而非内燃机增压器（当时内燃机还没被发明）。内燃机发明后，1900年，Gottleib Daimler（戴姆勒汽车的创始人，日后与早期的奔驰合并为戴姆勒-奔驰）首次在汽车发动机中安装了“鲁式”机械增压器。  

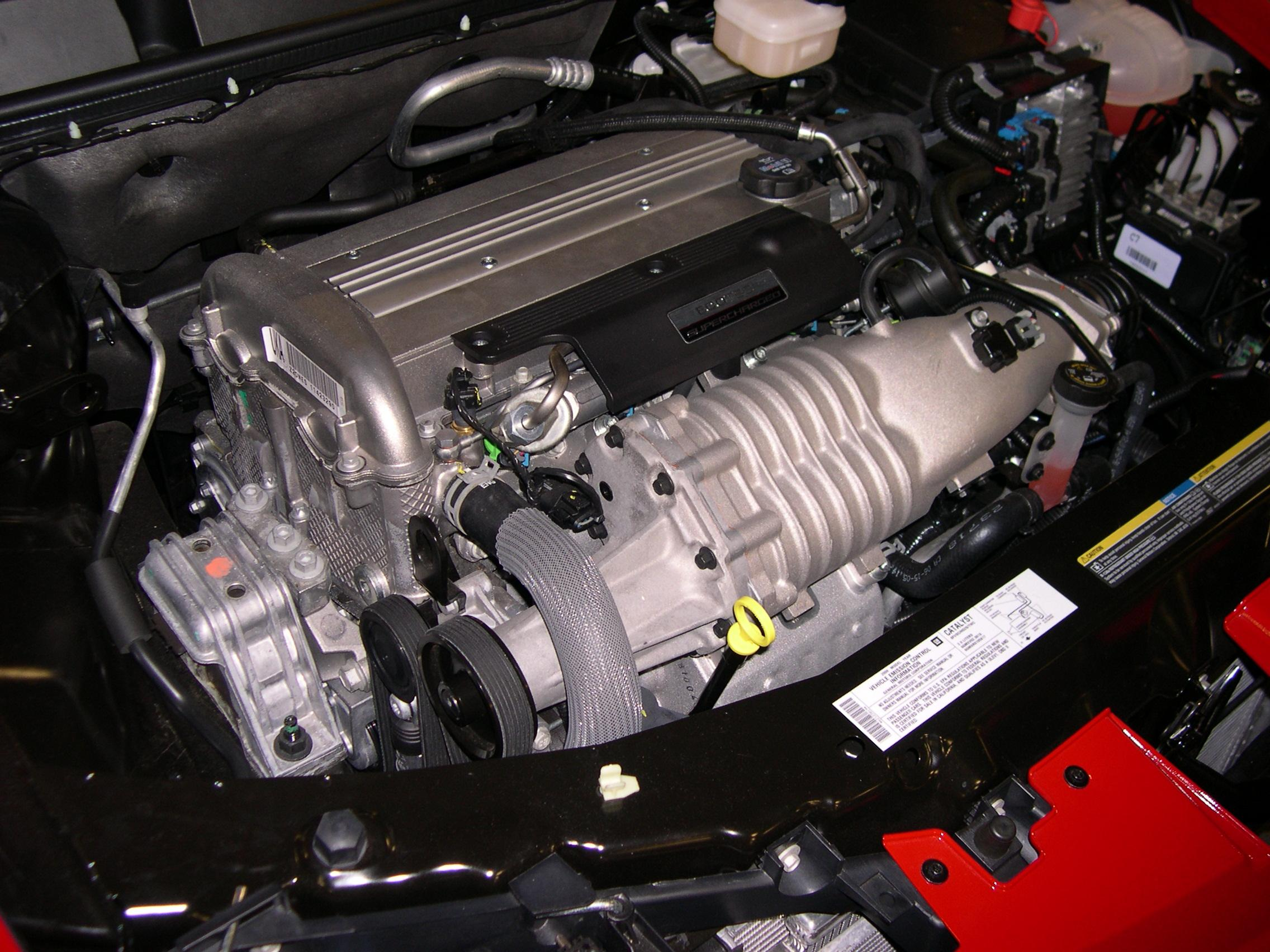
使用了“鲁式”机械增压器的土星Ion Red

压缩机中的有两个凸缘转子，它们相互啮合。一般动力输入轴只连接一个凸缘，另一凸缘由连接输入轴的凸缘带动。当啮合凸缘旋转时，凸缘之间产生真空或负压，由此空气会被吸入，然后在增压器进气口和其排气口之间传送。大量的空气将进入进气歧管，并累积起来产生正压。但这种设计的增压器并不是连续不断地吸入空气，而是间歇式的（间歇很短但不能忽略），而且转子凸缘体笨重，需消耗较多的曲轴扭矩，效率并不高，而且这类增压器的压缩空气排出压缩机时会发出轰鸣声，一般需要安装降噪装置以降低噪音。
这种增压器一般体积庞大，常安装在发动机的顶部。一般多用于大型车。也深受以往的重度改装的美式肌肉车喜爱。

### 双螺旋式机械增压器
类似于“鲁式”机械增压器，双螺旋式机械增压器/罗茨风机通过两根类似于一组涡轮传动的啮合凸缘转子吸入空气，增压器中的空气也是通过转子凸缘集中起来吸入的。但不同的是，双螺旋式机械增压器还会压缩转子壳体内的空气。其原因在于这些转子具有锥度，这意味着随着空气从增压器进气口流向排气口，气道会变小。随着气道的收缩，空气便被压入到更小的空间，使得空气的压缩可以连续进行，提高增压器的效率，使得增压器不需要造得十分庞大。

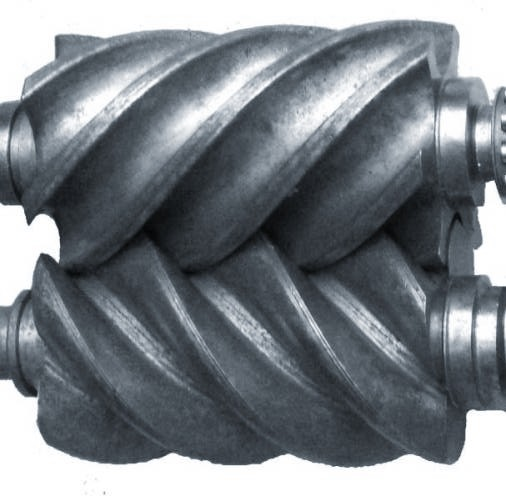
罗茨风机的转子

不过，因转子凸缘的形制需要，在制造过程中需要精密的加工，这增加了增压器的制造成本。有些双螺旋式机械增压器与鲁式机械增压器一样，也放在发动机的上方，当然也可以放置在引擎的一侧。因原理与“鲁式”增压器的相似性，从排气口排出的压缩空气和“鲁式”增压器一样会呼呼作响，因此必须使用降噪技术消除这些声音。

### 离心式机械增压器
离心式机械增压器利用叶轮（一种类似于转子的装置）提供动力，将空气高速吸入狭小的压缩机壳体。叶轮与涡轮增压器压缩机的转子相似，其转速透过输入轴变速器的放大，可达5-6万转每分钟。由于空气在叶轮轮毂处被吸入，因此离心力会导致空气向外扩散。这些空气会使叶轮处于高速低压状态。扩压器是一组环绕叶轮的固定叶片，它会将高速低压的空气转换成低速高压的空气。当空气分子碰到这些叶片时，会减慢速度，从而降低气流速度以及增加压力。 
这类增压的的效率是三类机械增压器中最高的，同时增压值一般也较前两类高，常常需要加装中央冷却器以降低压缩空气的温度。
由于这类增压器与涡轮增压器的高度相似性，不少人误认为这是一类涡轮增压器，不少人也稱其為渦輪機械增壓器。但严格来讲，从压缩机的驱动方式上，这就是不折不扣的一类机械增压器。

## 利弊
与涡轮增压相比，具有以下优点：
- 不存在迟滞现象，动力输出的顺畅性接近于自然进气发动机，低转速时动力响应迅速；
- 基本上不需要对排气系统进行大改造，仅需对进气系统施工，改装施工技术的难度降低；

与涡轮增压相比，不足的是：
- 需损耗部分动力驱动增压机，而涡轮增压几乎是“无本买卖”；
- 高转速时动力不如涡轮增压；
- 噪音扰人，特别是鲁式和双螺旋式；

但涡轮增压和机械增压与自然进气引擎相比都有一个共同缺点，那就是会增加发动机的负担（燃烧室工作压力上升），特别是对于改装车。对于改装车，无论是何种增压器，都需要调校行车电脑的燃料供应量、调整润滑油管道等一系列工作。

## 应用
- 螺旋桨式飞机，特别是早期的；

- 超級跑車：
  - 奔驰早期的带增压器的车款，如SL55 AMG、C200K等，SLR迈凯伦也装备了5.5公升带机械增压器的V8引擎；
  - 柯尼赛格的CCX、CCR等，4.7公升V形8气缸引擎，安装了两个离心式机械增压器，马力达800匹以上；
  - 福特GT、Shelby GT500等；
  - 雪佛兰Corvette ZR1等
  - 蓮花汽車Exige和Evora等。
  - 捷豹XJ和XF等
- 摩托車：
  - 川崎重工業H2系列等。